# NGC 3137
NGC 3137 (również PGC 29530 lub UGCA 203) – galaktyka spiralna z poprzeczką (SBc), znajdująca się w gwiazdozbiorze Pompy. Odkrył ją John Herschel 5 lutego 1837 roku.